# Hermannia stipulacea
Hermannia stipulacea är en malvaväxtart som beskrevs av Johann Georg Christian Lehmann, Christian Friedrich Frederik Ecklon och Zeyh.. Hermannia stipulacea ingår i släktet Hermannia och familjen malvaväxter. Inga underarter finns listade i Catalogue of Life.